# László Attila (gitárművész)
László Attila (Kaposvár, 1953. július 10. –)  Liszt Ferenc-díjas jazzgitáros és zeneszerző, a Magyar Jazz Szövetség egykori elnöke, a modern magyar jazz kiemelkedő képviselője, érdemes művész. Pályafutása során olyan neves művészekkel játszott együtt, mint Anthony Jackson, Randy Brecker, James Moody, Tommy Campbell, David Friedman, Gary Willis, Bob Mintzer, Peter Erskine, Hiram Bullock, Miroslav Vitous, Billy Cobham, IlaiyaRaaja, Patti Austin, Russell Ferrante és Jimmy Haslip.

## Életpályája

### 2000 előtt
A Bartók Béla Konzervatórium jazz tanszakának elvégzése után élvonalbeli hazai jazz együttesekben játszott. 1975-ben alapította meg a Kaszakő nevű jazz együttest, melynek eredeti hangzású zenéjét 1983-ban az Édenkert című lemezen rögzítették. 1980-tól 1988-ig a Magyar Rádióban dolgozott stúdiózenészként. 1985-ben Tony Lakatossal alakította meg a Things nevű formációt, mely hét éven keresztül működött. 1987 óta tanít a Jazztanszéken, az iskola big bandjének vezetője.1990 óta Liszt Ferenc Zeneművészeti Egyetem Jazz Tanszékének docense.
Több mint három évtizeden át a Jazz Tanszéken az irányítása alatt működő big band összeállításokban tanította két professzionális hazai big band – a Budapest Big Band és a Modern Art Orchestra – tagjainak nagy részét. A Zeneakadémián emellett improvizációs gyakorlatot és zenekari gyakorlatot tanít.
1992-ben alakította meg saját együttesét a László Attila Band-et, melynek stílusa a kortárs jazzhez áll közel. A zenekar eredeti hangvételű zenéjét László Attila írja és hangszereli, de Once Upon a Time lemezükön a zongorista Oláh Kálmán jellegzetes kompozíciói is hallhatóak. A László Attila Band 2004 januárjában amerikai turnén vett részt. A zenekar nyolc koncerten mutatkozott be nagyvárosokban, és New York-ban egy olyan különleges hangversenyt is adtak, amelyen több mint negyven ország ENSZ képviselői hallhatták zenéjüket.
1999-ben Szabó Gábor jazz életműdíjat kapott, ugyanebben az évben László Attilát megválasztották a Magyar Jazz Szövetség elnökévé, mely tisztséget hat éven keresztül töltötte be.

### 2000-es évek
2000-ben Weiner Leo zenepedagógiai díjat, 2003-ban előadói tevékenységéért Liszt-díjat kapott. 2006-ban újabb formáció alakult, a László Attila Quintet, amely a Just Trust című lemezükön is közreműködött. 2010-ben a Magyar Köztársaság Érdemes művésze lett, majd ugyanebben az évben nyerte el a Gramofon folyóirat Magyar Jazz Díját. 2009-2010-ben háromszor is meghívást kapott felvételekre és tanításra IlayaRaaja dél-indiai zeneszerzőtől, aki a hatalmas ország egyik legismertebb és legnépszerűbb komponistája, és budapesti munkái során megkedvelte László Attila szerzeményeit.

### 2010-es évek
2011-től 2018-ig a Snétberger Zenei Tehetség Központ gitár tanára volt. 
2011 decemberében negyedszer járt Indiában három év leforgása alatt, Ilaiyaraaja meghívására a 12 000 főt befogadó Indoor Stadionban lépett fel az indiai zeneszerző életműkoncertjén vendégművészeként Csennaiban.
2012 januárjában a Zeneművészeti Egyetem korábbi és jelenlegi hallgatóiból alakított "Senior" big banddel adott koncertet a Müpa Bartók Hangversenytermében Miroslav Vitous közreműködésével, aki annak idején a Weather Report együttes bőgőseként vált világhírűvé. 2012 márciusában Ilaiyaraaja nagyszabású felvételén működött közre Londonban az Angel Stúdióban. A zenei anyag 2012 szeptemberében jelent meg CD-n 1 millió példányban a Sony Music Entertainment kiadásában.

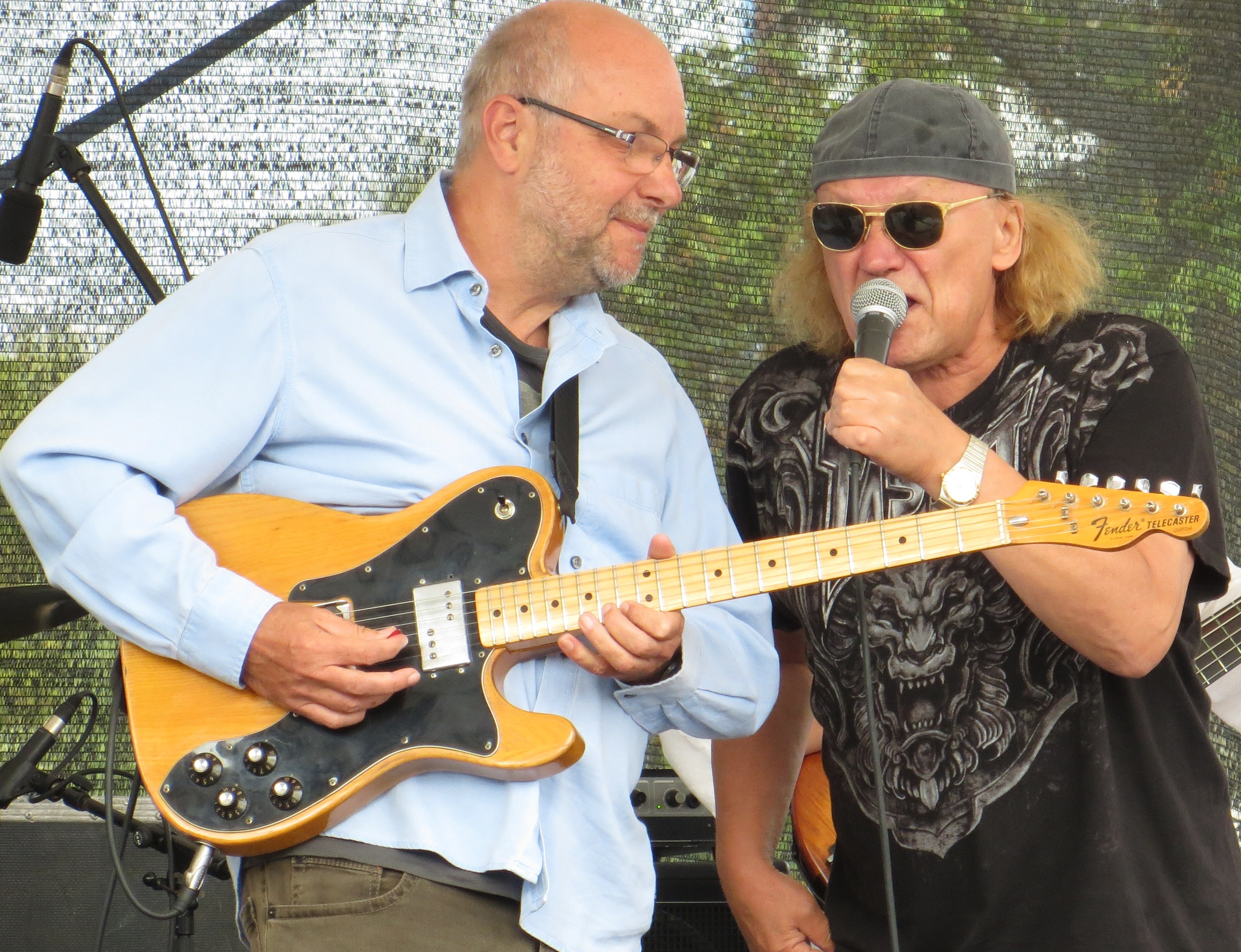
Koncerten Charlie-val 2013-ban

Zeneszerzőként, hangszerelőként és zenészként több mint 27 éve folyamatosan együtt dolgozik Charlie-val lemezfelvételeken és koncerteken. Közös munkájukat sok nagy példányszámban eladott album, sikeres koncertek, TV felvételek fémjelzik. Nevéhez fűződik a Charlie Jazz formáció zenei koncepciójának kialakítása a 2000-es években. Cserháti Zsuzsa zenei visszatérését jelentő albumokon is meghatározó szerepet vállalt a ’90-es években. 
2013-ban elkészítette a "László Attila abszolút szolmizációs rendszere" című módszertani kiadványt, mely segítséget nyújt többek között a kottaolvasás gyors tanulásához. A módszer egy egészen újfajta megközelítés, melyben a 12 hang olyan elnevezéseket kap, amelyek könnyen és gyorsan kiénekelhetőek egymás után.
László Attila a Gitár Trio nevű zenei formációval is rendszeresen koncertezett, melyben Babos Gyulával és Tátrai Tiborral közösen játszották saját szerzeményeiket és a rock vagy fusion stílusokból ismertté vált zenéket.
2013-ban Ferenc Nemeth-tel közös produkciójukban készülő "Bridges of Soul" c. lemezük Los Angeles-i felvételén olyan világsztárok működtek közre, mint a többszörös Grammy-díjas Russell Ferrante és Jimmy Haslip. A lemez 2014 októberében jelent meg, és az amerikai rádióadók lejátszási listáján a Top 40-be került, jazz kategóriában legjobb helyezése a 7. volt a rangsorban.
2016-ban szerzői lemeze jelent meg "Magic City" címmel , melynek felvételén a Budapest Jazz Orchestra big band működött közre. 2018-ban új oktató anyaga jelent meg L.A. GuitarLessons néven, mely videókat és kottákat tartalmaz. 2019-ben alakította meg a László Attila Fusion Circus nevű zenekart, mellyel saját jazz-rock kompozíciói hallhatók fúvósokra hangszerelve. "Concerto for Jazz Guitar & Chamber Orchestra" címmel 3 tételes gitárversenyt írt, melyben közreműködtek fafúvósok, a Budapesti Vonósok kamarazenekar és jazz trió. A zenei anyagból felvétel készült, mely 2020 márciusában jelent meg a Tom – Tom Records kiadónál.

### 2020-as évek
2020. március 10-én It's Already That címmel szerzői estje volt a Müpában, melyen két formációval játszott. A koncert első részében elhangzott a gitárverseny, a másodikban pedig a László Attila Fusion Circus működött közre.
2023. január 11-én László Attila 70 – „Time to Groove” címmel nagyszabású koncertre került sor a Müpában. A gitáros, zeneszerző pályafutásának különböző korszakait megidéző hangversenyre olyan nagyszerű barátait hívta meg vendégül, akikkel korábban évekig – évtizedekig játszottak együtt és befutott művészek lettek. Így nem csak egyszerűen egy zenei projektet részese lehetett a  közönség, hanem valódi zenei közösségek kiemelkedő előadásait hallgathatta meg a Müpa színpadán. A műsorban László Attila szerzeményei szerepeltek, az első részben instrumentális kompozíciók, a második részben pedig énekesek számára írt darabjai.
2024. október 26-án "Charlie 77" címmel a 31 éve folyamatosan működő Charlie Band-del nagy sikerű koncertet adtak a Budapest Sportarénában.

## Zenei stílusa
László Attila zenei stílusa a jazzben a contemporary irányzathoz áll közel. Szerzeményei rendkívül finomak, – érzékeny harmóniavilággal, pasztellszerű hangszereléssel – ugyanakkor lendületesek és energikusak. A ritmusszekció szerepe sokszor ellenpontoz a témák és a harmóniavázak jellegével, olykor a finomabb dallamok alatt dinamikus, lüktető kíséret hallható. Ez a kettősség teszi egészen egyénivé a zenéjét.

## Zenekarok
- Kaszakő
- Things
- László Attila Band
- László Attila Quintet
- László Attila – Oláh Kálmán Quartet
- Charlie Band
- Gitár Trio
- László Attila Quartet
- László Attila Fusion Circus

## Diszkográfia
- 1983 – Édenkert (Kaszakő)
- 1984 – A fal mögött
- 1987 – Blues for the Last Punk (Things)
- 1990 – Mother Nature (Things)
- 1993 – Touch Wood (Greg Földvári)
- 1993 – The Swingin Violin of Csaba Deseő
- 1994 – Running Time: The best of László Dés
- 1995 – The Only One (László Attila Band)#
- 1997 – Something New, Something Old
- 1999 – Smart Kid (László Attila Band)#
- 2001 – Horgas Eszter Arcai II. – Hazafelé
- 2002 – Once upon a time (László Attila Band)#
- 2004 – On the Broadway (László Attila és barátai)#
- 2005 – Örömkoncert 2005 (Concert of Joy 2005)
- 2006 – Just Trust (László Attila és barátai)#
- 2009 – Babel (László Attila és barátai)#
- 2014 – Bridges of Souls (Ferenc Nemeth – Attila László project)
- 2016 – Magic City (László Attila & The Budapest Jazz Orchestra)#
- 2020 – Concerto for Jazz Guitar & Chamber Orchestra#
- 2022 – Good Luck (Attila László Fusion Circus)#

# – saját jazzalbum

## Elismerések
- 1997 – Az év zeneszerzője (Artisjus)
- 1999 – Szabó Gábor-életműdíj
- 2000 – Weiner Leó-díj
- 2002 – Artisjus előadói díj
- 2003 – Liszt Ferenc-díj
- 2010 – Érdemes művész
- 2010 – Magyar Jazz Díj / Gramofon
- 2015 – Gonda János zenepedagógiai díj
- 2017 – Az év könnyűzeneszerzője (Artisjus)